# Guaybaná
Guaybaná o Agueybaná era un cacic taïno de l'illa de Borikén.
Va ser un dels que el 1508 van donar la benvinguda als espanyols que hi van arribar amb Juan Ponce de León. No obstant això, Guaybaná també va ser qui el 1511 va convocar mitjançant un areito els altres cacics a una guerra contra l'assentament espanyol de Sotomayor i la colonització estrangera de l'illa. Guaybaná no va sobreviure a l'encontre.
D'ençà de l'inici del moviment indigenista el segle xix, la figura de Guaybaná ha romàs ancorada a les memòries anticolonials i com una expressió del nacionalisme crioll.